# Cadillac Provoq
O Cadillac Provoq é um automóvel conceitual apresentado pela GM, que utiliza primordialmente propulsão elétrica e subsidiariamente célula a combustível alimentada por hidrogênio.